# Episodio pilota
L'episodio pilota (in inglese Pilot) è un singolo episodio di una serie o di un serial televisivo trasmesso prima del primo episodio regolare. Di solito viene prodotto, e trasmesso, per valutare il primo responso del pubblico e per vendere il programma ad una rete televisiva. Esso rappresenta, quindi, una sorta di banco di prova per determinare una eventuale futura distribuzione o le modalità della stessa. Il cast, gli altri elementi della produzione e le caratteristiche stesse della serie, come la trama e il format, possono quindi differire rispetto a quelle dell'episodio pilota originario.
Nel caso di serial e miniserie, può essere definito puntata pilota, poiché le fiction televisive sopra citate sono costituite da puntate e non da episodi.

## Descrizione
Attraverso la produzione e messa in onda del pilota i produttori televisivi decidono, in base all'audience raggiunto, se la fiction televisiva in progetto verrà prodotta.
Vi sono vari modi per realizzare un episodio pilota, e generalmente questi forniscono il tempo necessario per introdurre la trama e i personaggi principali. In serie come Desperate Housewives il pilota ha una durata equivalente a quella di un episodio normale nell'industria statunitense (45 minuti approssimativamente); in Lost il pilota ha una durata di due episodi normali, mentre in Dead Like Me ha una durata di addirittura tre episodi normali. In altri casi la durata non si adatta ai modelli prestabiliti; nel caso di Alias il pilota dura 60 minuti, mentre in Veronica Mars il pilota raggiunge appena i 10 minuti.
Di fatto non sempre la strategia di un primo episodio "di prova" è stata utilizzata dai creatori delle serie televisive. In Battlestar Galactica l'introduzione alla trama si è realizzata tramite una miniserie omonima di due parti prodotta un anno prima.

### Backdoor pilot
I cosiddetti backdoor pilot sono episodi pilota trasmessi all'interno di un'altra serie TV già esistente e fanno quindi parte dell'arco narrativo della stagione di quella serie. Questo sistema è usato soprattutto per testare e valutare la possibilità della creazione di uno spin-off (è il caso del backdoor pilot di CSI: Miami, episodio della seconda stagione della serie originaria CSI: Scena del crimine, o di quello di Private Practice, doppio episodio della terza stagione della serie madre Grey's Anatomy, di quello di The Originals, ventesimo episodio della quarta stagione della serie madre The Vampire Diaries, o di quello di Ravenswood, tredicesimo episodio della quarta stagione di Pretty Little Liars). Tra le sue peculiarità c'è quindi quella di creare subito un legame con i fan della serie originaria (e possibilmente trasferire così il pubblico verso lo spin-off), oltre che un modo per abbassare notevolmente i costi di produzione di un episodio pilota. Generalmente i backdoor pilot si distinguono per la marcata caratterizzazione dei coprotagonisti dell'episodio (cioè i protagonisti della nuova serie), tanto da mettere quasi in secondo piano i protagonisti della serie originaria.
Il termine può anche essere usato per definire un film o una mini-serie che viene prodotta con l'intenzione di associarci una serie-tv successivamente nel caso abbia successo. La particolarità di questo tipo di pilot è che solitamente viene creato appositamente per poter essere trasmesso indipendentemente dall'effettiva realizzazione della serie, mantenendo una sua autonomia narrativa.  
Un esempio di questo tipo di backdoor pilot è la miniserie televisiva Battlestar Galactica.

### Put pilot
Il put pilot è un episodio pilota che un network ha acconsentito a trasmettere, sia come speciale che come serie. In caso di mancata trasmissione dell'episodio pilota, il network è costretto a pagare una penale salata allo studio di produzione. Generalmente questo garantisce che il pilota verrà ordinato dal network.

### 10/90
Nel modello di produzione 10/90, un network trasmette dieci episodi di un nuovo programma televisivo senza ordinare un episodio pilota. Se gli episodi raggiungono dei determinati punti di rating, il network ordina ulteriori 90 episodi per portare il totale a 100 episodi, abbastanza affinché lo show possa essere ritrasmesso in syndication. Serie che hanno usato il modello 10/90 includono House of Payne, Meet the Browns, For Better or Worse, Anger Management, Are We There Yet?, Mr. Box Office e The First Family (degli ultimi due show sono stati 20 episodi iniziali invece dei normali 10, ma entrambi gli show non hanno ottenuto l'ordine per raggiungere i 100 episodi).